# Paolo Quagliati
Paolo Quagliati (ca. 1555 - 16 de noviembre de 1628) fue un compositor italiano del Barroco temprano, miembro de la escuela de Roma. Fue una figura de transición entre la música del Renacimiento tardío y los comienzos del barroco, y uno de los primeros en escribir madrigales solistas en el conservador centro musical romano. 

## Biografía
Quagliati nació en Chioggia en el seno de una familia de la aristocracia. Pasó la mayor parte de su vida al servicio de varias familias de  la nobleza. En 1594 se convirtió en ciudadano romano, y entre 1605 y 1608 fue empleado por el cardenal Odoardo Farnesio. Probablemente fue organista en la basílica de Santa María la Mayor desde 1608 hasta su muerte. Durante esa época sirvbió como organista para distintas ocasiones formales en varios lugares de la ciudad, y hasta fue nombrado chambelán privado de Gregorio XV. Hacia el fin de su vida cosechó mucho respeto, sino renombre, de parte de sus colegas compositores, como puede deducirse de las dedicatorias que le ofrecieron en varias ediciones musicales. En cualquier caso, eso puede haberse debido menos a la calidad de su música que a sus contactos papales e inmensa influencia.

## Obras y estilo
La música de Quagliati es estilísticamente clara, elegante, y generalmente presenta armonías diatónicas simples. Algunos de sus libros de madrigales se publicaron en dos versiones: una para canto en voces iguales, en el viejo estilo renacentista, y otra en lo que llamó el «estilo vacío», de una voz solista con acompañamiento instrumental. Eran ejemplos del nuevo estilo barroco de monodia, tal como lo especificó en el prefacio de una de sus ediciones en 1608: «He decidido atender los dos gustos». Quagliati fue probablemente el primero en publicar madrigales solistas en Roma, a pesar de que el estilo ya existía desde al menos veinte años antes en el norte de Italia.

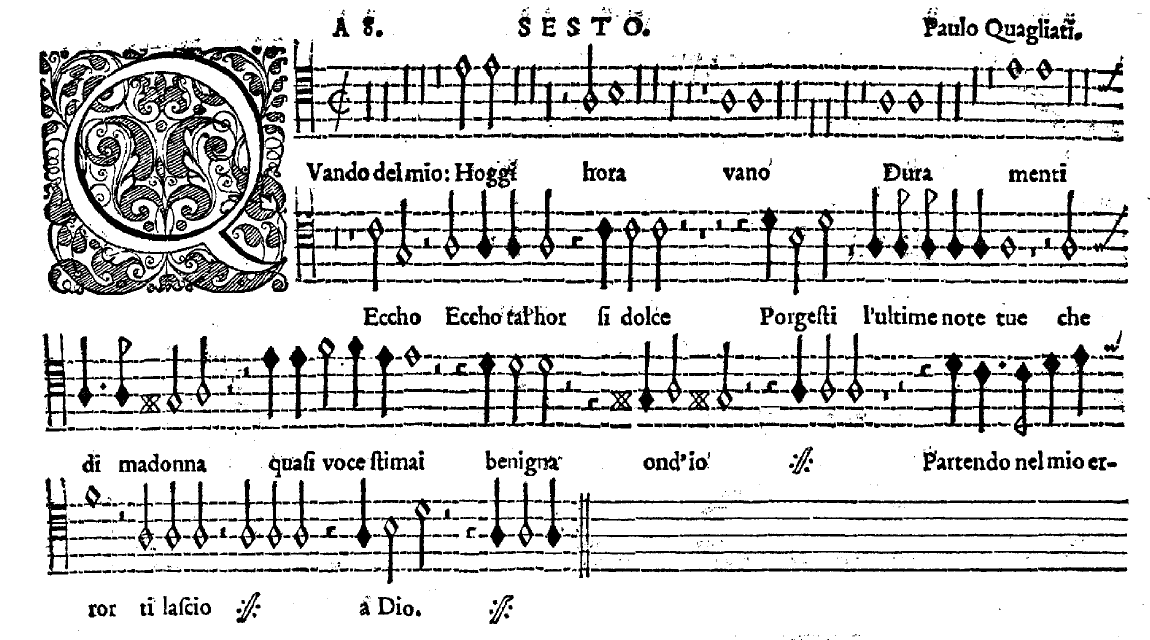
Madrigal de Quagliati editado en Milán en 1589 por Andrea Peuernage (Harmonia Celeste)

Escribió música sacra y música vocal secular, así como algo de música instrumentasl. En esta última no hizo casi distinción entre los estilos asignados a las pìezas con ciertos títulos, como ricercare o canzona: se trataba de una práctica ocasional de la época,que resultó en toda una molestia para los musicólogos al tratar de categorizar la música durante este período de transición. Convencionalmente una canzona alrededor de 1600 era una pieza instrumental seccional, mientras que un ricercare era un estudio en forma de contrapunto, uno de los ancestros de la fuga. La obra de algunos compositores como Quagliati hace que estos conceptos deban aplicarse en forma menos precisa. 
En 1606 compuso «Il carro di fedeltà d'amore», que es considerada la primera «azione scenica» en Roma.
De sus obras a gran escala que se han conservado, una de las más interesantes es «La sfera armoniosa», que incluye no menos de 25 secciones, incluyendo solos vocales y duetos, todos con acompañamiento de violín.  La mayoría están compuestos en el estilo concertato importado del norte de Italia, como si hubieran salido de la pluma de un compositor de la Escuela de Venecia. Su obra más importante fue compuesta para la boda del sobrino del Papa con Isabella Gesualdo, hija del famoso compositor y asesino Carlo Gesualdo.